# L'Étudiante (Iarochenko)
Pour l’article homonyme, voir L'Étudiante (film).
L'Étudiante (en russe : Курси́стка) est un tableau du peintre russe réaliste Nikolaï Iarochenko. Il est connu en deux versions créées toutes deux en 1883. L'une se trouve actuellement dans les collections du musée national de peinture de Kiev, et l'autre au musée des beaux-arts de Kalouga (ru). Le tableau a été présenté pour la première fois au public lors de la 11e exposition des Ambulants en 1883. La présentation de la toile a provoqué de vives discussions à la fois à propos de sa valeur artistique et aussi sur le rôle de la femme dans la société russe du XIXe siècle. Les critiques d'art soviétiques ont émis l'hypothèse suivant laquelle c'est cette peinture de Nikolaï Iarochenko qui a forcé Ilia Répine à abandonner son idée originale et à créer une nouvelle version de son tableau Visiteur inattendu, qui a ensuite atteint une grande renommée.
Le tableau représente une étudiante d'une section des Cours Bestoujev à Saint-Pétersbourg, Anna Tchertkova, devenue plus tard femme écrivaine et publiciste, épouse de l'éditeur et personnalité publique Vladimir Tchertkov, ami proche de Léon Tolstoï. Certains chercheurs ont appelé ce tableau L'Étudiante la première représentation d'une femme étudiante dans la peinture,. Le critique d'art, auteur de monographies sur l'œuvre de Nikolaï Iarochenko, Vladimir Prytkov estimait que cette toile poétique était le « symbole de la jeune Russie à laquelle appartenait l'avenir ».

## Motif
L'écrivain russe Gleb Ouspenski décrivait ainsi ce tableau : « une jeune fille de quinze, seize ans, lycéenne ou jeune étudiante, marche en tenant un livre sous le bras pour aller suivre un cours, ». Elle a « un visage mince, des lèvres encore enfantines, un regard sérieux et direct, de grands yeux bruns ». Ces yeux sont « pleins d'espoir […] ont foi en tout ce qui est bien », et ont l'« éclat et la beauté d'un champ de seigle ». La jeune fille est vêtue d'une robe sombre, d'un châle écossais, pour se protéger du vent et de la pluie, avec, sur la tête, un bonnet sans bords (« le bonnet d'étudiante, »), une coupe de cheveux courts. Une ceinture simple en cuir entourant sa taille complète le caractère typique de ses vêtements. Les historiens sont unanimes pour signaler que les vêtements et les coiffures des jeunes progressistes des années 1880 diffèrent de ceux des jeunes femmes des milieux nantis de la société,. Vers 1880, la mode féminine était dominée par la forme que les contemporains appelaient « roussalka » : un corset enserre sur les hanches le haut d'une jupe drapée. Le bas de celle-ci est garni de volants de dentelles mais est fait du même tissu que l'ensemble. Vladimir Prytkov observe dans le vêtement de la jeune fille une combinaison fantaisiste d'une jupe féminine et d'un chemisier pour homme. Complété de la large ceinture, du bonnet pour homme et de son plaid, cet ensemble lui donne l'apparence extérieure caractéristique des étudiants de l'époque. Ces vêtements lui donnent une image de jeune fille démocrate qui attire par sa modestie, son esprit, sa jeunesse.
La jeune fille marche allègrement dans une rue de Saint-Pétersbourg. Il vient de pleuvoir et des flaques d'eau aux reflets argentés sont visibles sur les trottoirs. Le critique Prytkov y voit plutôt de la « neige mouillée » ou de la « neige roussâtre, ». Selon l'historien de la culture Vladimir Poroudominski (ru), de la jeune fille émane de la confiance et une aura spirituelle. Le fondateur et premier directeur du musée-domaine mémorial N. Iarochenko, Vladimir Seklioutki fait remarquer chez cette jeune fille sa droiture, son sérieux, sa foi ardente en un avenir meilleur. Le peintre omet délibérément les détails du paysage de la ville et ne montre que les dalles sales du trottoir et les façades humides du bâtiment,. Les hauts murs de pierre sont enveloppés de brouillard. Prytok observe comment le peintre a réussi a transmettre la densité de l'air et l'unité du tableau par une « atténuation de la sonorité des couleurs » et par l'utilisation « d'un ton brun-violet dominant ». Parmi ces tons, le contraste existant avec le col blanc brillant attire immédiatement le regard du spectateur vers le visage de la jeune-fille.

## Figure emblématique de l'héroïne du tableauL'Étudiante
Le secrétaire de Léon Tolstoï, Valentin Boulgakov, considère que Anna Tchertkova (née Diterichs) est l'héroïne de ce tableau L'Étudiante « pas dans un sens figuré, symbolique, mais au sens littéral : c'est elle que Iarochenko a peint sur son tableau ». L'historien d'art Vladimir Prytkov considère également qu'il n'y a aucun doute que le peintre a peint son tableau avec Anna Diterichs comme modèle,,,. Née en 1859, Anna Diterichs se marie en 1886 avec le publiciste, personnalité publique Vladimir Tchertkov. Son père était un militaire de carrière, le colonel d'artillerie Constantin Diterichs et sa mère Olga Iossifovna (1840—1893). En 1879, la famille d'Anna déménage à Saint-Pétersbourg. Elle entre alors au Cours Bestoujev, puis après deux ans elle passe au département des sciences naturelles — elle n'obtient toutefois pas le diplôme de cette institution du fait qu'elle tombe gravement malade et ne peut présenter les derniers examens. En 1883, quand Iarochenko peint son tableau, elle était vraiment étudiante. Prytkov a étudié en détail la biographie et l'apparence physique de la jeune fille choisie par le peintre. Il souligne que Iarochenko a rajeuni son modèle. Alors qu'elle avait 24 ans au moment du portrait, elle semble en avoir 17-18,,. La même opinion est partagée par l'historienne d'art, doktor nauk, académicienne à l'Académie russe des beaux-arts, Alla Verechchtaguina. Elle écrit que le peintre a repris les traits les plus généraux de son visage, mais l'a rendue beaucoup plus jeune. Irina Polenova, chercheuse principale du musée-domaine N. Iarochenko, évalue différemment le rôle de Diterichs dans la création du tableau. Elle écrit que Diterichs n'a donné que quelques traits « sensiblement modifiés », pour L'Étudiante. Dans un article de 2018, sans même citer Diterichs comme figure emblématique du tableau, elle écrit que la vie de l'héroïne est « sous-tendue par l'apparence réelle de milliers de contemporaines ».
Vladimir Poroudominski, quant à lui, a vu le reflet de plusieurs femmes réelles dans le personnage représenté : Maria Pavlovna Nevrotina (vers 1854-1915) épouse du peintre Iarochenko, parmi les premières à participer aux Cours Bestoujev ; l'amie de l'artiste Nadejda Stassova, sœur du critique musical Vladimir Stassov ; la femme du frère de Vassili Iarochenko, juriste de formation, Elisaveta Iarochenko — devenue épouse Platonovna, puis Chlitter, puis Iarochenko par mariage successifs —, diplômée de l'université de Berne ; mais en premier lieu Anna Diterichs, qu'il considère comme figure emblématique du tableau. Selon Porodouminski, le peintre, en travaillant à son tableau, a progressivement éliminé la ressemblance, de son héroïne avec Diterichs, transformant la figure emblématique en type. Poroudominski fait remarquer que les contemporains qui étaient familiers d'Anna Tchertkova ne la reconnaissaient pas dans le tableau L'Étudiante.
Poroudominski considérait que L'Étudiante était pour son auteur un sujet personnel, mais en même temps un « sujet d'une grande importance sociale, représentatif d'une partie importance de la vie moderne ». Le fait qu'Anna Diterichs soit une connaissance proche de l'artiste montrait, à son avis, l'importance qu'il accordait à la signification personnelle du tableau. La menace constante, au début des années 1880, de la fermeture des établissements d'enseignement supérieur pour les femmes donnait à ce tableau un retentissement social publique. Le 25 mai 1881 est créée la Commission sur le renforcement de la surveillance de la jeunesse étudiante sur base d'un rapport du ministre de l'Intérieur N. Ignatieva et des représentants de cinq ministères. Le président de la commission est I. Delianov qui se fixe comme objectif de transformer les universités de « foyers d'agitation politique » en foyers de science. La commission créée exige la fermeture des cours supérieurs de médecine accessibles aux femmes. Une réunion spéciale, dirigée par Constantin Pobiedonostsev et Ivan Delianov, a estimé que l'éducation des femmes à la santé était « dangereuse ».

## Travail de l'artiste sur la peinture et destin de celle-ci
En 1883, Iarochenko entreprend avec succès une carrière dans la fonction publique. Il est promu colonel au sein des fantassins de l'artillerie, et devient le chef d'atelier à l'usine de munitions de Saint-Pétersbourg fondée en 1869 et remplit également des missions spéciales au sein de cette usine. Il se marie et devient membre de l'association des Ambulants à partir de 1875. Iarochenko voyage à plusieurs reprises à l'étranger où il séjourne pendant plusieurs mois, visite les musées en Suisse, en Italie, en Allemagne, aux Pays-Bas en Grande-Bretagne.

### Tableaux précurseurs deL'Étudiante
Un des chercheurs attachés à l'œuvre de Nikolaï Iarochenko, Vladimir Prytkov, considérait le peintre comme un ardent défenseur de l'égalité des sexes. Il considérait L'Étudiante comme le portrait d'une jeune fille représentant l'avant-garde de la jeunesse russe. Prytkov mentionne аussi à ce sujet un autre tableau qui se trouve dans les collections du musée russe (toile, huile, 85 × 54 cm, signé en bas à gauche  «Н. Ярошенко. 1880 г.», à l'inventaire sous n° Ж-4159, entré au musée en 1932 en provenance de la Galerie Tretiakov),. Il est repris sous la dénomination Gymnasistka (élève d'un gymnasium). Iarochenko représente une fille de 12-13 ans, habillée d'une robe d'uniforme brune, assise sur une chaise, les mains jointes sur les genoux. D'un côté elle est confuse, et d'un autre elle est drôle et riante. Prytok en parle comme d'une jeune fille mignonne et sympathique. Iarochenko a longtemps étudié différents représentants de la jeunesse étudiante russe.

Photographie du modèle, deux versions du portrait de L'Étudiante et variante
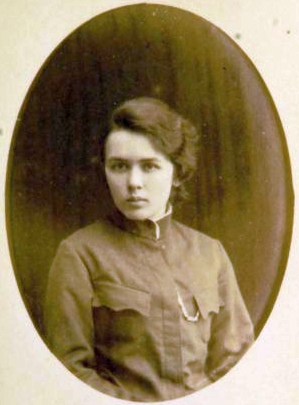
Photographie d'Anna Diterichs en 1883 par K A Chapiro.
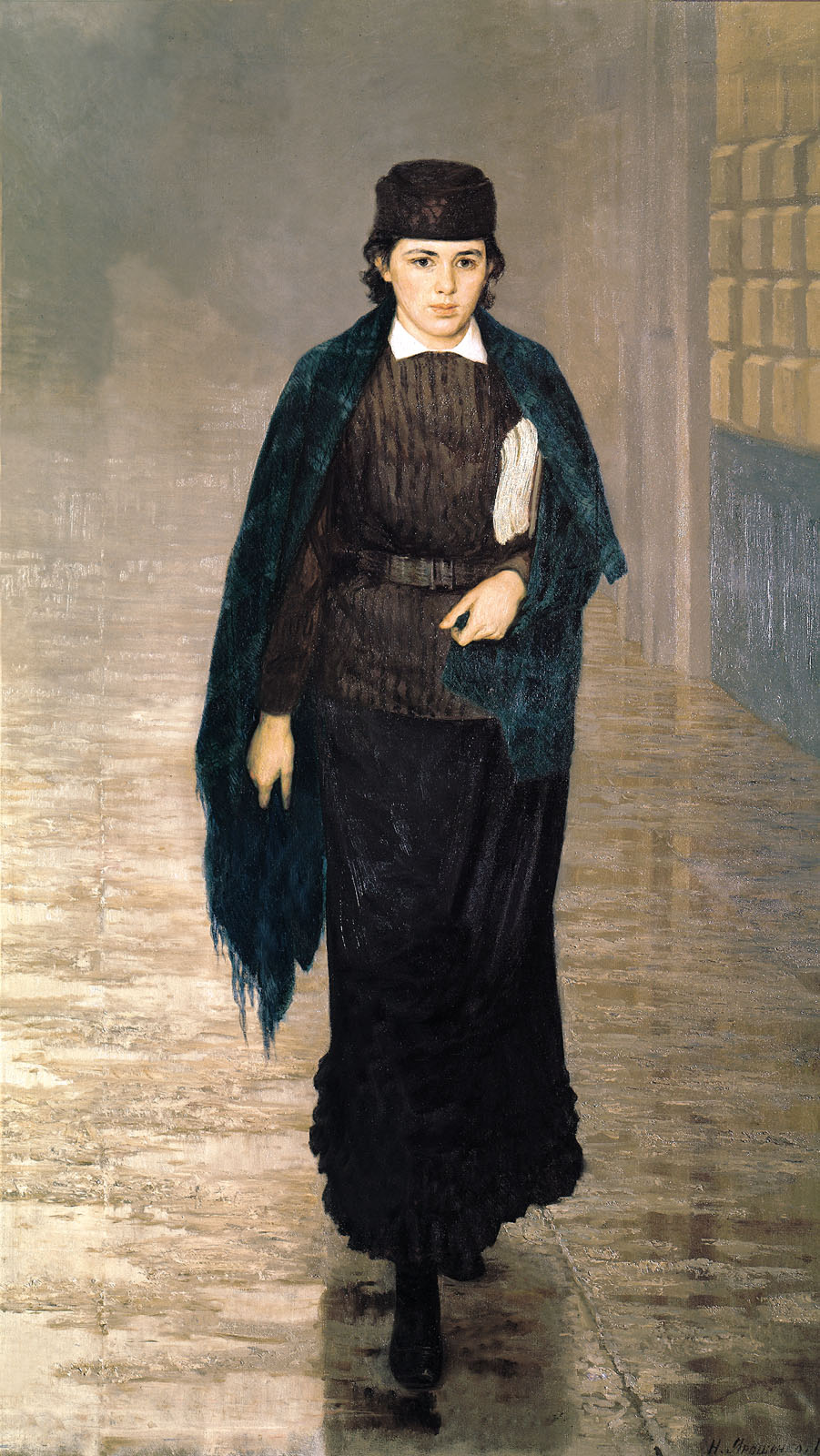
Nikolaï Iarochenko, L'Étudiante (1883), Musée national de peinture de Kiev.
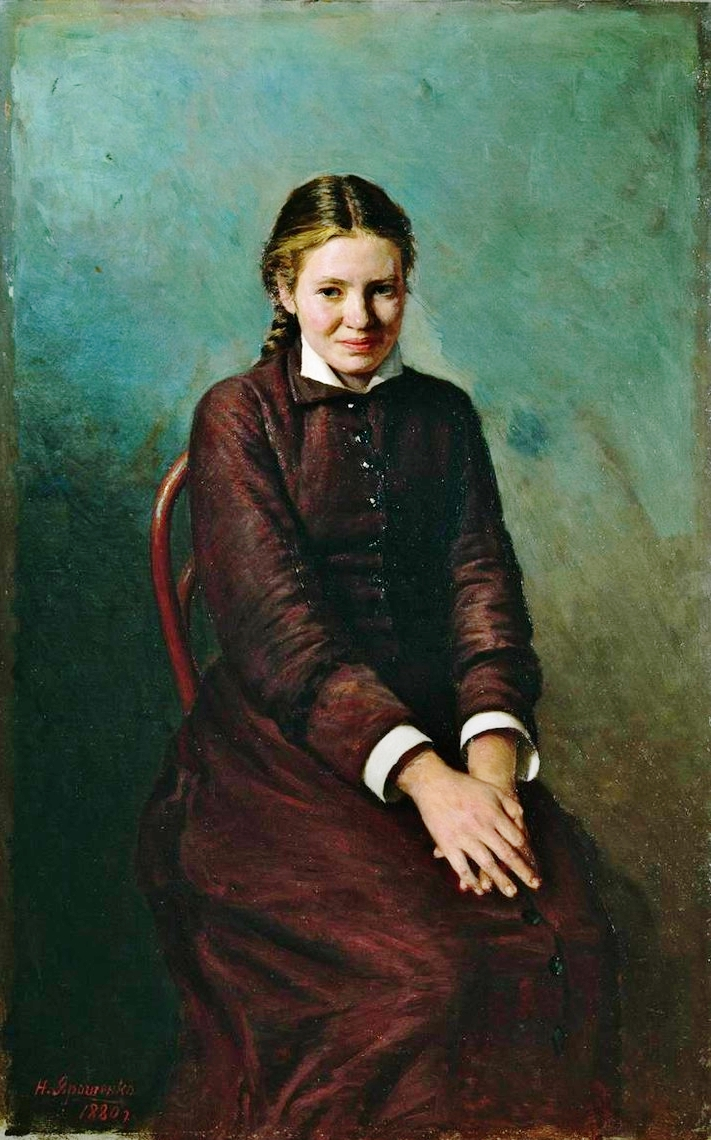
Nikolaï Iarochenko, version  Gimnasistka (1880), localisation inconnue.
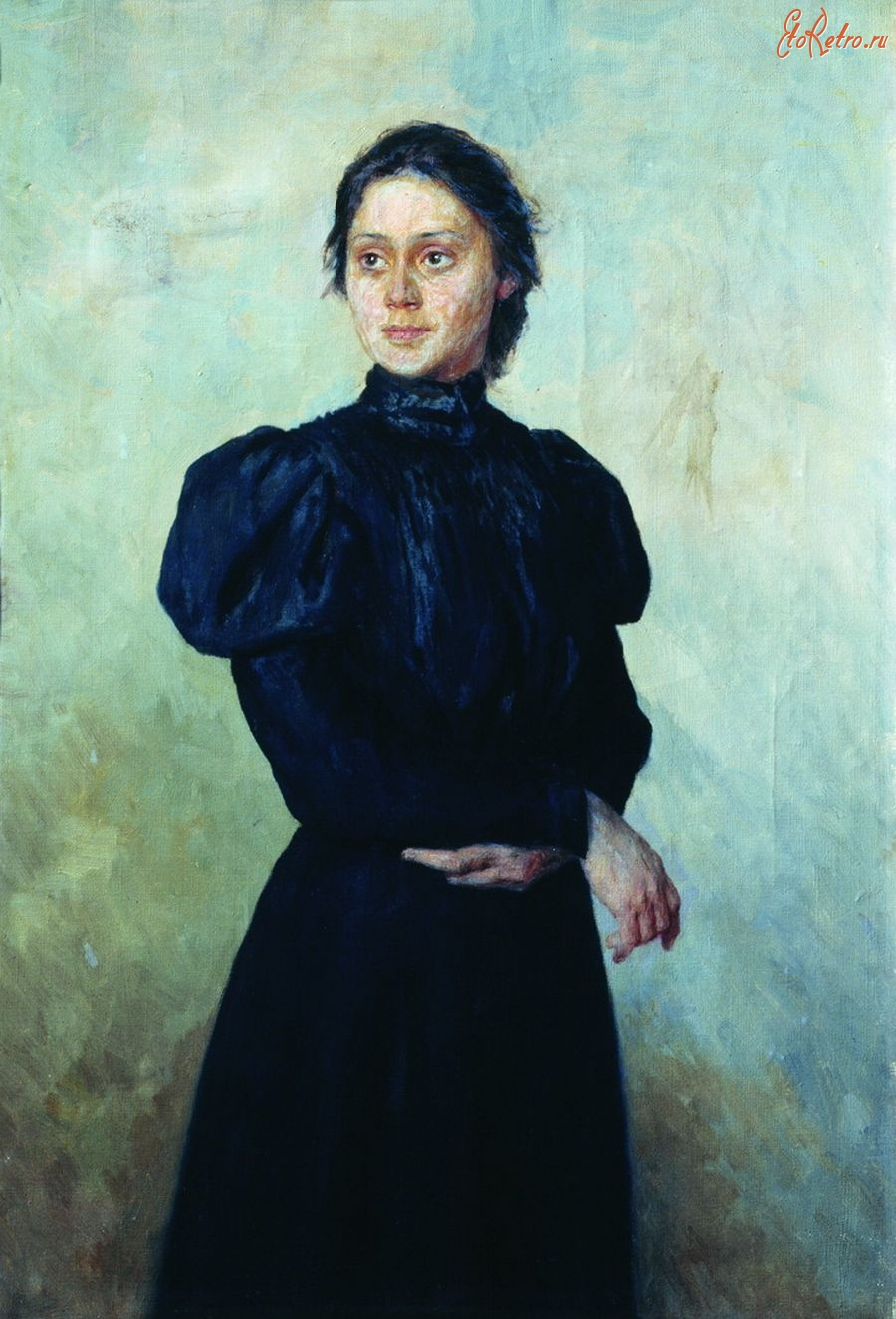
Nikolaï Iarochenko, Portrait de Véra Ouspenska (avant 1898), autre étudiante, musée des Beaux-Arts de Poltava.

### Variantes de la toile
La variante de la toile L'Étudiante que l'on trouve dans la collection du musée de Kalouga (inventaire n° Ж 0167) est réalisée sur toile et à l'huile. Ses dimensions sont de 131 × 81 cm. Selon le chercheur de l'œuvre de Iarochenko, Vladimir Prytkov, c'est cette version qui a été exposée à la 9e exposition des Ambulants de 1883 ainsi que lors de l'exposition Iarochenko qui a eu lieu à Moscou en 1899. La version du tableau qui est exposée au musée national de peinture de Kiev (à l'inventaire sous n° Ж-154), utilise la même technique. Ses dimensions sont de 133 × 82,5 cm (selon d'autres données 134 × 83 cm). Elle est signée : «Н. Ярошенко 1883». Elle a été présentée à l'exposition des œuvres de Iarochenko à Kiev en 1948.
L'Étudiante a été exposée aux États-Unis lors de la visite du secrétaire général du Comité central du Parti communiste de l'Union soviétique Nikita Khrouchtchev ainsi qu'à Londres en 1959 et à Paris en 1960. Le tableau a chaque fois été apprécié par le public des spectateurs. Seklioutski qui rapporte ces expositions ne mentionne pas de quelle version du tableau il s'agissait.

## L'avis des contemporains sur le tableau
L'écrivain et journaliste Gleb Ouspenski a publié dans la revue Annales de la Patrie un essai sur le tableau L'Étudiante sous le titre À propos d'un tableau. Il fait partie du cycle Des conversations avec des copains. L'écrivain a vu le tableau de Iarochenko dans l'atelier du peintre (dont aujourd'hui l'adresse ancienne est devenue 63, oulitsa Tchaïkovskaïa, anciennement rue Serguiieskaïa) à Saint-Pétersbourg.
La révolutionnaire Véra Figner, se trouvait emprisonnée durant sa quatorzième année de détention et écrit qu'elle avait lu l'article d'Ouspenski et vu le tableau lui-même sous la forme d'une reproduction jointe à l'article. Finger admet que l'héroïne lui rappelait quelqu'un qu'elle connaissait, mais elle a ensuite réalisé que pour elle l'étudiante incarnait simplement toute sa jeunesse avec tout ce qu'elle a de nouveau, de pur de sincère. Irina Polenova a écrit que certains, comme Véra Figner, percevaient l'héroïne comme l'incarnation des meilleurs traits de la jeune génération, d'autres reconnaissaient en elle des personnes spécifiques, que Iarochenko n'avait d'ailleurs jamais rencontrées, d'autres encore la percevaient comme un phénomène social concret. Tous convenaient que le tableau était un manifeste, l'expression de l'idéal de toute une génération.
La presse exprimait des réactions fortement négatives à propos de la toile de Iarochenko. Le professeur de droit civil à l'université impériale de Novorossisk et à l'université nationale Taras-Chevtchenko de Kiev Piotr Tsitovitch (ru) écrit à propos du tableau : « Admirez la : un chapeau d'homme, un manteau d'homme, une jupe sale, une robe loqueteuse, un visage couleur verdâtre ou bronze, le menton en galoche, dans les yeux troubles : l'inutilité, la fatigue, la colère, la haine, quelque chose sortant de nuit des marais, mais qu'est-ce ? À première vue une espèce d'hermaphrodite, mais au fond c'est la vrai fille de Caïn. Elle s'est coupé les cheveux et ce n'est pas en vain mais pour ses péchés … Maintenant elle est seule, un froid sépulcral dans l'âme, une angoisse oppressante dans le cœur. Personne ne la regrette, personne ne prie pour elle, tout le monde l'a abandonné. Pire encore : quand elle mourra en couches ou du typhus il n'y aura pas d'émotion à son enterrement ».
Le critique d'art du journal Vedomosti de Saint-Pétersbourg (ru) Alexandre Ledakov  (dit Ledov), adversaire des Ambulants et ennemi de tout nouvel art russe écrit « Des études mal réalisées, bénéficiant seulement d'un nom à la mode sont gonflées par la critique au rang de grandes œuvres d'art… C'est le cas de ce Iarochenko , (un progressiste bien entendu), qui peint une étude résultat de ses courses le soir dans les rues derrière des filles antipathiques, aux yeux gonflés, un plaid sur les épaules, un chapeau idiot sur la tête que l'on appelle étudiante. L'artiste, de toute évidence veut signifier au public : regardez l'aspiration de nos femmes pour la science…“».
Un autre critique conservateur a vu sur la toile  « une demoiselle moche et malpropre et rien de plus », mais il est tout de même obligé de reconnaître que c'était ce tableau qui attirait le plus les yeux du public, ce qu'il explique par le nom d'actualité donné à la toile .

## Critiques d'art, historiens russes soviétiques et modernes à propos du tableau

### Le genre de la toileL'Étudiante
Mikhaïl Nevedomski, dans un article de 1917, divisait les peintures de Iarochenko en deux groupes. Le premier étant celui des toiles sur des thèmes littéraires reflétant des idéaux communs humanistes. Le second étant constitué des portraits de l'intelligentsia russe. Le tableau L'Étudiante est attribué à ce second groupe. Nevedomski considérait que Iarochenko avait réussi à capturer les traits les plus attrayants de la nouvelle femme de son temps.
Selon Vladimir Prytkov, le tableau peut être défini comme un semi-portrait et une semi-peinture de genre à la fois. L'orientation du visage de la jeune fille vers l'avant, la longueur de son pas, le mouvement de son plaid, doivent selon le souhait de l'artiste faire ressentir sa démarche rapide et sa force de caractère d'une fille prête à surmonter de nombreux obstacles pour l'amour de la connaissance et pour obtenir l'égalité avec les hommes. Elle a rompu avec sa famille, est arrivée dans la capitale, s'est inscrite aux cours et gagne sa vie en donnant des cours particuliers. Le fond paysager du tableau est une grande ville froide, qui selon le critique ne fait qu'ajouter à la poésie entourant l'image de la jeune fille. Le tableau a des caractéristiques extérieures de la peinture de genre, mais le peintre travaille non comme peintre de genre mais comme portraitiste-psychologue. Le centre de ses préoccupations est le visage de la jeune-fille « mis en évidence par le contraste créé entre le bonnet noir et le col blanc ». L'artiste est attiré par l'association de la force de caractère et de l'apparence féminine : le visage l'gèrement hâlé, mais conservant un fond tendre de rose confère au personnage le charme de la jeunesse et une pureté morale spiritualisée par la pensée. « Une légère inclinaison de la tête, des sourcils fins un peu décalés et un regard sérieux, ouvert se tournant vers l'avant » reflètent un état de rêverie et confèrent à sa physionomie des accents de franchise et de ténacité.

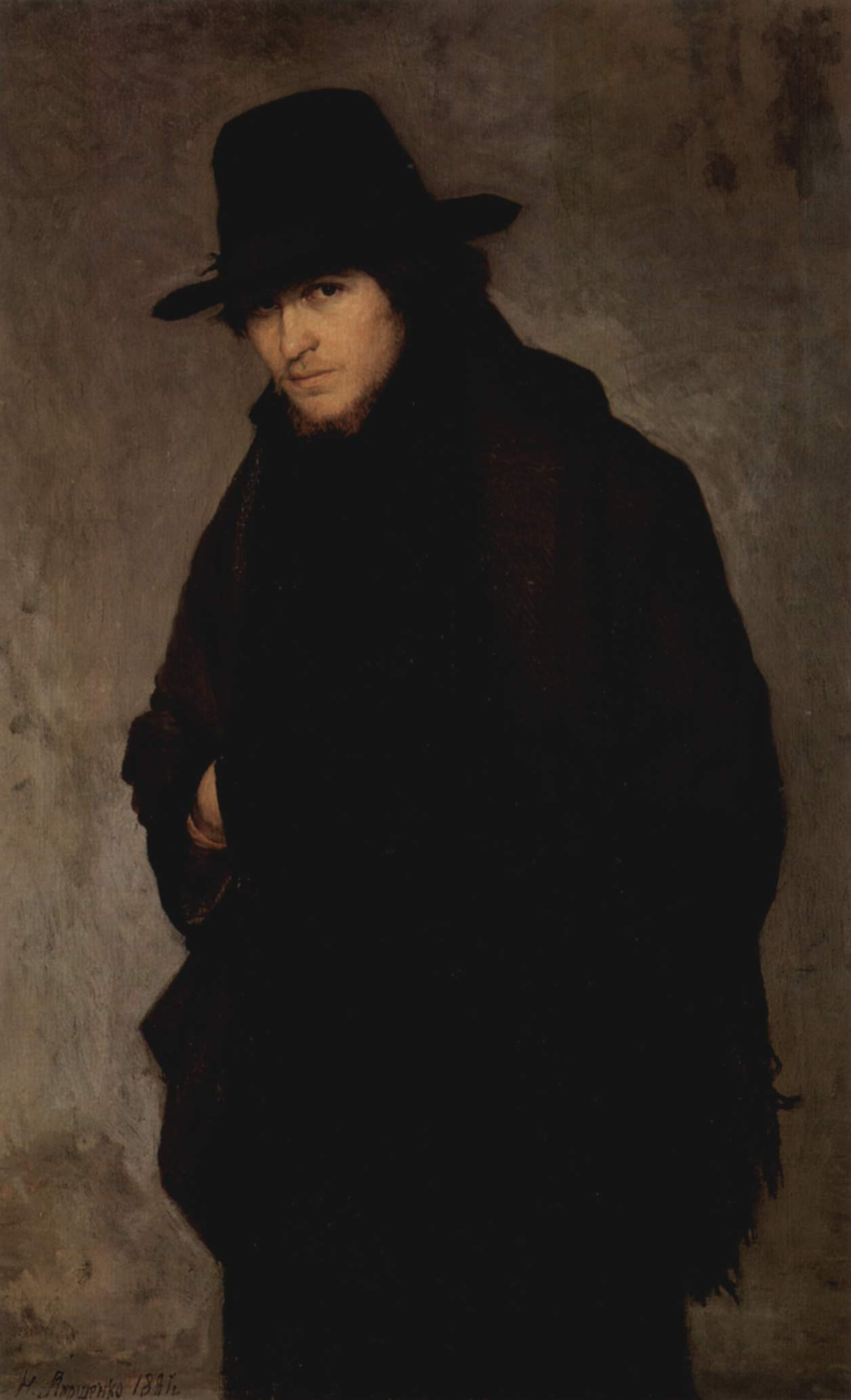
Nikolaï Iarochenko. L'Étudiant Philippe Tchirko, 1881

L'académicienne Alla Verechtchaguina considère L'Étudiante comme un portrait historique . Sophia Goldchtein, critique d'art, collaboratrice scientifique à la Galerie Tretiakov remarque que dans sa peinture de genre Iarochenko ne révèle pas tant la lutte de l'intelligentsia révolutionnaire que des images typiques de la jeunesse moderne. Ainsi en est-il de L'Étudiant (1881, Galerie Tretiakov, inventaire n° 689, toile, huile, 87 × 60 cm, signé en bas du tableau à gauche : «Н. Ярошенко 1881», qui a été acquis par P. Tretiakov avant 1893 ), que la critique S. Goldchtein considérait en premier lieu comme un portrait. Dans le portrait d' Anna Tchertkova (L'Étudiante) elle trouve à la fois l'expression de la volonté en même temps que celle du charme et la féminité. Les attributs liés aux vêtements font ressortir l'image d'une  « femme de la nouvelle génération, agissant dans la société comme l'égale des hommes ». Elle considère qu'il est extrêmement important que le peintre n'atteigne pas cet objectif par des éléments liés à un récit. Et il y de fait très peu d'éléments autres que la jeune fille elle-même : le paquet de livres qu'elle tient sous le bras et la perspective d'une rue caractéristique de Saint-Pétersbourg par son atmosphère humide. La critique d'art fait encore remarquer l'expressivité de la représentation du type psychologique de la jeunesse de cette époque.
La philologue Éléonora Gomberg-Verjbinskaïa écrit que dès le début des années 1880, le cercle des intérêts créatifs de Iarochenko étaient déjà définis : les héros de ses peintures sont des gens du peuple, de la jeunesse progressiste. L'Étudiante était selon elle à la limite entre le portrait et la peinture de genre ; Gomberg propose de le classer comme portrait historique, ce qui ressort de la typicité sociale de l'héroïne. L'historienne d'art russe et soviétique Tatiana Gorina écrit que les tableaux L'Étudiant et L'Étudiante dépeignent un nouveau genre de personnage pour l'époque ; des roturiers (la collaboratrice du Musée russe, historienne d'art Éléna Petinova considérait ces deux tableaux comme un diptyque). Elle décrit ces tableaux comme des œuvres « non spectaculaires, modestes et quelque peu monotones quant à leur couleur », mais voit en eux l'authenticité dans leur révélation des nobles idéaux, dans la pureté morale révélée de l'intelligentsia avancée de son temps. Elle considère que la fait d'avoir une composition à un seul personnage permet à l'auteur de se concentrer sur la psychologie et que malgré la spécificité sociale et de quelques détails concrets ces tableaux dépassent une dimension purement limitée à la vie quotidienne,.
Nikolaï Troïtski (ru), doktor nauk russe, appelle 'L'Étudiante le portrait collectif des femmes de Narodnaïa Volia. Pour lui, ce tableau, comme d'autres similaires de Iarochenko, exprimait la supériorité morale des héroïnes du Narodniki sur les tsaristes répressifs . Une collaboratrice de l' Institut scientifique de recherche sur l'histoire et la théorie relative aux arts figuratifs (ru), Frida Roguinskaïa rapproche également L'Étudiante parmi les œuvres des Ambulants de portraits collectifs d'intellectuels de différents types et caractères pour le différencier de portraits de style romanesque traditionnel . Elle remarque aussi la tendance ascétique de la jeune femme exprimée per l'artiste : dans son habillement il n'y a aucun accessoire décoratif féminin typique.
L'académicien Dmitri Sarabianov classe L'Étudiante parmi les tableaux du genre portrait. De son point de vue des toiles de ce genre sont caractéristiques de celles de l'artiste dans les années 1870-1880. Toute action en est exclue, et le personnage regarde droit devant lui vers le spectateur. Ce type de portrait symbolise la nouvelle Russie, mais il peint une personne en particulier. Cette approche, selon Sarabianov  « rapproche… le portrait et le tableau » .

### Représentation de Saint-Pétersbourg sur le tableau

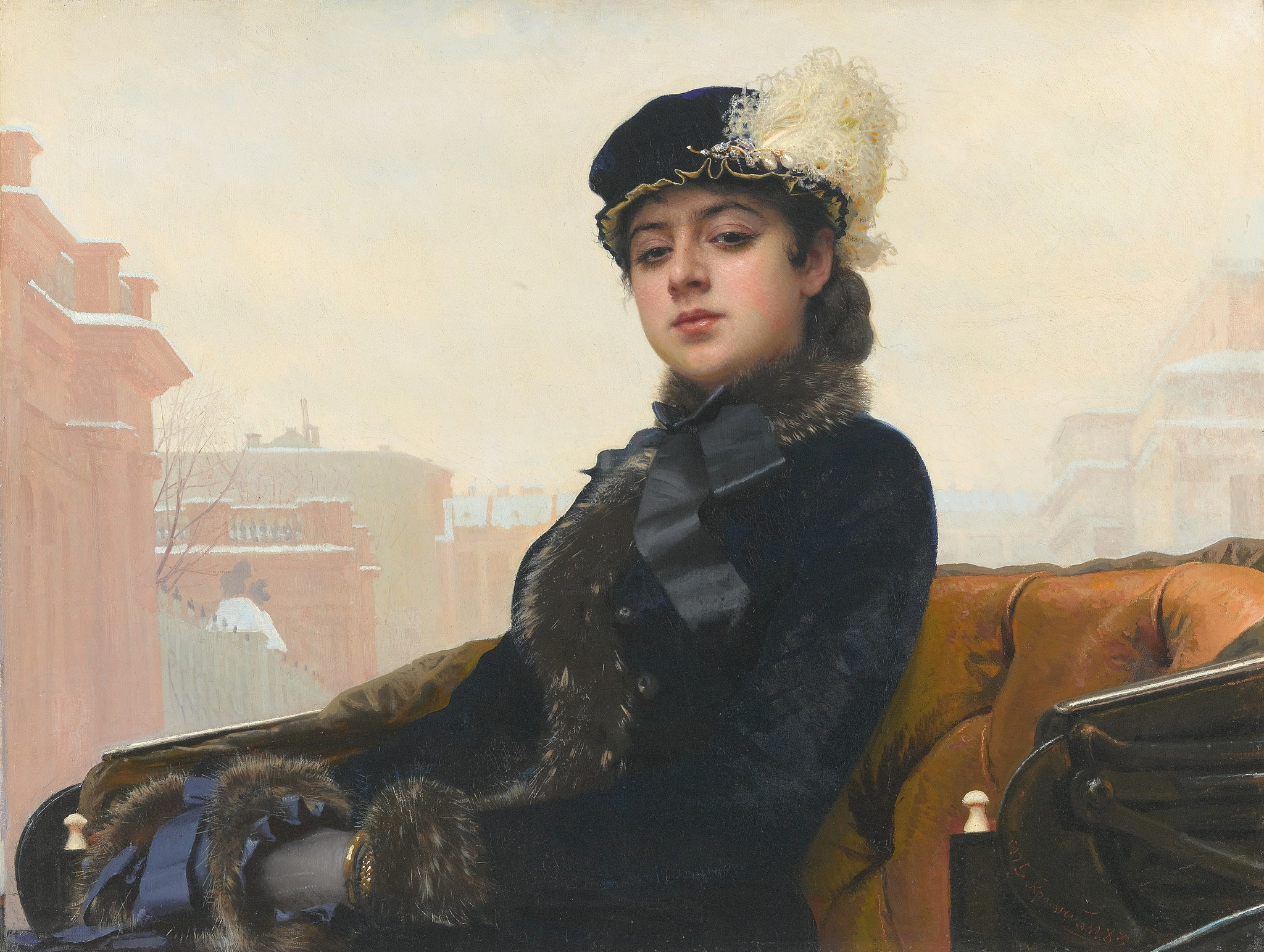
L'Inconnue (Kramskoï), 1883

Valentin Boulgakov écrit à propos du tableau L'Étudiante: « Tableau charmant par sa spiritualité, son sérieux et sa fraîcheur printanière. Le visage de cette jeune personne profondément attachée à ses convictions, convaincue de la nécessité et de l'importance du choix de la voie choisie, contraste avec les contours de son environnement urbain et le mauvais temps habituel de la grande ville du Nord! ».
Irina Polenova, comparant le paysage urbain des tableaux L'Étudiant et L'Étudiante, fait observer que dans le premier tableau, le héros est un jeune homme de la ville ; pour lui, la vie sans la ville est impensable, alors que dans le second tableau, celui avec la jeune fille, la ville est dépourvue de tout mystère romantique. La manière de présenter la ville dans L'Étudiante est caractéristique d'une grande partie des toiles de l'artiste : pas de détails représentés, mais seulement le caractère général de Saint-Pétersbourg, la gadoue, le gris des façades des immeubles et le brouillard bleuâtre. Le Pétersbourg de L'Étudiante est plongé dans le crépuscule, dans une ambiance qui rend inquiet et mal à l'aise. Cette ville, qui réprime une partie de ses habitants, remplit les autres de l'énergie de l'opposition (dans une autre étude, la critique parle de la poétisation du paysage, qui dans ce tableau, contrairement aux autres plus récents remplis d'anxiété et de sentiments de solitude, souligne au contraire la vigueur et la santé de la jeune fille avançant d'un pas alerte malgré la saleté et la neige fondue sur le sol). Polenova en conclut que le Saint-Pétersbourg de Iarochenko est beau, mais pas du fait de ses maisons et de ses rues, mais du fait de ceux qui comme le dit Andreï Jéliabov « font avancer l'histoire ». Selon Polenova, entre la ville et l'héroïne du tableau, il n'y a pas d'antagonisme : un pas énergique, des vêtements de tous les jours, une confiance sereine de la jeune fille, sa liberté et sa simplicité correspondent à celle de Saint-Pétersbourg dans laquelle elle vit . La même critique d'art note l'absence de hasard dans le fait que pour la 9e exposition des Ambulants le tableau L'Inconnue d'Ivan Kramskoï qui transmet un autre Saint-Pétersbourg symbolique ; une ville de nouveaux riches, « ville sans visage », où tout s'achète et tout se vend.
Alla Verechtchaguina écrit que l'artiste souligne la modestie et l'estime de soi de la jeune fille. L'héroïne est en mouvement, elle attire le spectateur par son assurance. Sa pureté touchante est rehaussée par le paysage urbain ,. Verechtchaguina appelle le paysage urbain dans la peinture l'image significative de l'environnement public dans « un sens large ». Elle observe dans le tableau la concentration , la détermination de l'héroïne de la toile. Le paysage urbain complète l'image de la jeune fille et symbolise la « grande ville froide », dans laquelle se déroule la lutte de la jeunesse pour des idéaux révolutionnaires. Selon la critique, le spectateur est frappé par l'historicisme des images de Iarochenko. Il capture les traits caractéristiques de l'apparence et crée une « image socialement positive d'un jeune personnage de son temps ». En même temps, selon Driller, les tableaux de Iarochenko de l'époque antérieure à la fin des années 1870, début des années 1880 qui incarnent une jeune révolutionnaire terroriste, « ne pouvaient pas devenir le symbole du mouvement des femmes ».(par exemple La Terroriste inspirée du personnage de Véra Zassoulitch).

### L'Étudiante et le tableau de RépineVisiteur inattendu(Не ждали)
Ilia Zilberchtein (ru), docteur en histoire de l'art, dans un article de 1948 intitulé  « Nouvelles pages de la biographie créatrice de Répine » note qu'au moment de l'ouverture de la 11e exposition des Ambulants, à propos de la première variante du tableau d'Ilia Répine (Galerie Tretiakov, huile, toile, 45,8 × 37,5 cm, qui date de 1883 mais n'a été finalisée qu'en 1898), que c'est une jeune fille qui y est représentée comme personnage principal. Son habillement de révolutionnaire coïncide fort avec celui de L'Étudiante du tableau de Iarochenko. Les héroïnes sont toutes deux vêtues d'un plaid avec un petit bonnet sur la tête. Répine a visité plusieurs fois cette XIe exposition et il a pu voir la toile de Iarochneko. Répine présentait, quant à lui, son tableau Le Retour (1877, appelé aussi : Retour de la guerre, toile, huile, 69,2 × 90,5 cm, Musée d'Art d'Estonie, Talin), dont il a fait don en faveur des Stagiaires féminines médicales et du Cours Bestoujev. Zilberschtein a suggéré que lorsque Répine a vu L'Étudiante et lu les critiques sur ce tableau dans la presse, il a décidé  de remplacer le personnage de la jeune fille dans la version finale de son tableau par celui d'un jeune homme.

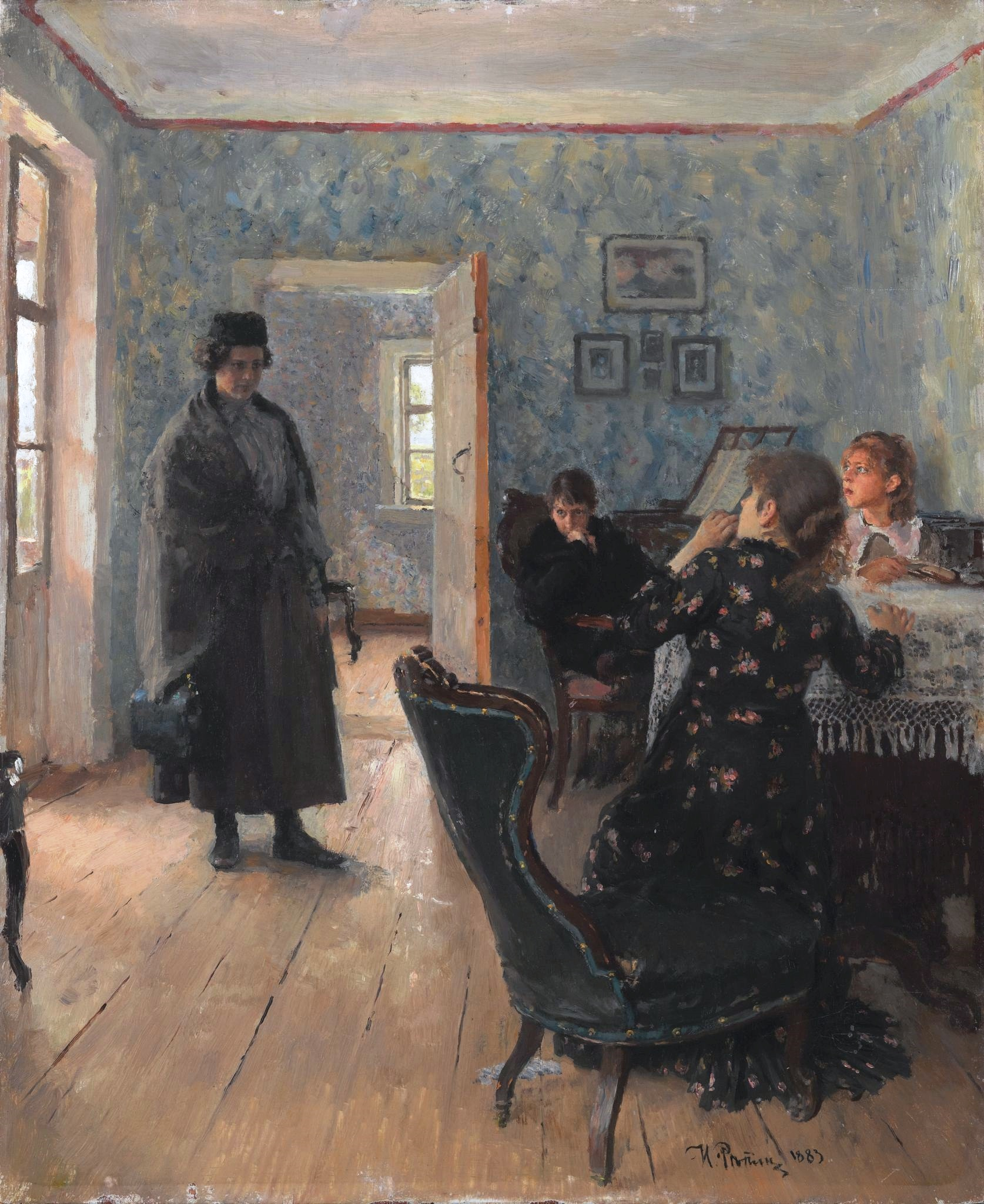
Ilia Répine; Visiteur inattendu (première variante de 1883)

La candidate en sciences Olga Liaskovskaïa estime qu'il n'était pas possible de déterminer quelle figure Répine voulait représenter dans son tableau à l'origine, celle d'un homme ou celle d'une femme. En même temps elle admet, à la différence de Zilberchtein, que le personnage féminin du tableau initial de Répine a pu être inspiré par L'Étudiante de Iarochenko. Pour cette critique, Répine était tombé sous le charme du personnage de Iarochenko. Liaskovskaïa remarque que la fille de Répine, Nadejda, ne pouvait servir de modèle de la variante féminine du tableau, puisque en 1883, quand Répine a commencé à travailler sur cette variante, Nadejda n'avait que 9 ans. Elle suppose que les traits de la fille du peintre n'ont pu être donnés qu'en 1898; quand le peintre a repris son travail sur cette variante. L'académicien et peintre Igor Grabar rend compte des deux opinions à ce sujet dans sa monographie sur Répine, sans exprimer son point de vue personnel sur la question discutée.
Une autre opinion est émise par la critique d'art soviétique Sophia Prorokova, auteure d'une biographie de Répine. De son point de vue, Répine comprenait la grande importance civique de son tableau. C'est la raison pour laquelle il a remplacé la jeune fille de la première version par un jeune homme dans la seconde.« Les évadés de prison étaient rares à l'époque , c'étaient des cas particuliers, et pour cette œuvre au sujet synthétique profond il fallait utiliser un type de révolutionnaire ».

### Autres problèmes: LeChâteau de LituanieetLa Terroriste
Irina Polenova écrit que l'héroïne du tableau L'Étudiante doit sans doute ressentir le travail acharné et épuisant (tel que le travail en laboratoire, présence à des conférences, leçons particulières) comme un besoin et non une contrainte, sans penser aux autres aspects pénibles tels que la malnutrition, la précarité financière, l'éloignement nécessaire de la vie de famille et des proches durant les études. C'est ce qui donne à son visage sa spiritualité et son « calme lumineux ». Selon cette critique d'art, Iarochenko répond dans son tableau à la réponse « sur l'essence du beau ». C'est aussi un tableau qui est en faveur du peuple et favorable à des actions de participation à la négation de l'ordre public tel qu'il existe à l'époque. Polenova souligne encore l'importance qui est donnée au tableau par la date de sa création (début du règne d' Alexandre III), époque de marasme et de mépris, de scepticisme, « de conciliation avec le mal », « de déferlement de pornographie». L'Étudiante a montré que « l'idéal révolutionnaire reste vivant, n'est pas ébranlé par la vie ». Pour  Polenova, l'héroïne incarne l'idéal de l'intelligentsia russe, avec sa pureté et sa force spirituelle, son travail constant par curiosité intellectuelle, sa santé physique et morale, son labeur incessant et sa maîtrise de soi au nom du bien. Vladimir Seklioutski écrit que le prolongement du tableau L'Étudiante dans l'œuvre du peintre Iarochenko est sa toile Au Château de Lituanie dont il ne subsiste plus qu'une esquisse partielle intitulée La Terroriste dont le modèle est Véra Zassoulitch. Cette dernière est l'auteure de la tentative d'assassinat du gouverneur Trepov accomplie le 24 janvier 1878. Mais si L'Étudiante, parle de « la participation des jeunes à la révolution sur un plan de questions théoriques », la toile Au Château de Lituanie montre la jeunesse en action  ,,.

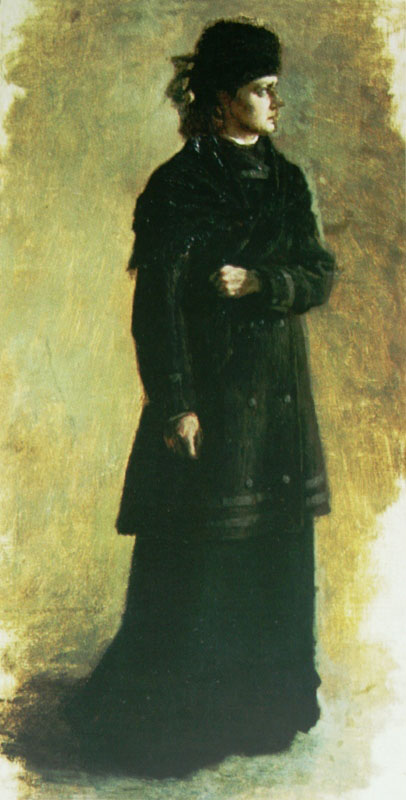
La Terroriste (Iarochenko) 1879

Les transitions entre les tons brun-roux et gris-violet (la jupe noire et le bonnet, le plaid bleu foncé et la blouse marron, les entrelacs roux sur le trottoir mouillé), sont caractéristiques du tableau pour le critique Prytkov. Il considère aussi que l'aspect romantique révolutionnaire du tableau La Terroriste disparaît dans L'Étudinate mais que c'est au profit de la simplicité, de la poésie, « d'une affirmation de la foi de l'artiste dans la persévérance et l'énergie de la nouvelle génération de la jeunesse russe ». Le tableau devient « un symbole poétique de la jeune Russie à qui appartient l'avenir ».
Evgraf Kontchine, médaille d'or de l'académie des beaux-arts de Russie, écrit qu'une décennie plus tôt ou plus tard ce tableau aurait pu passer inaperçu ; en le créant en 1883, Iarochenko est tombé  « dans l'épicentre des préoccupations de  l'opinion publique ». Du point de vue de cet auteur, le tableau n'attire pas l'attention du spectateur par son esthétique, ses coloris ou ses qualités figuratives. Il est réalisé très simplement et semble être une étude de nature. Kontchine remarque que le peintre est revenu plusieurs fois sur le thème de l'étudiante dans ses tableaux Cours de femmes, Examen de l'étudiante chez W. Griber (1887,aquarelle), Sœur de miséricorde (1886, Musée des beaux-arts de l'oblast d'Ivanovks)
, Causes inconnues (disparu pendant la seconde Guerre mondiale) du musée des beaux-arts d'Odessa .

## Le tableauL'Étudiantedans l'enseignement
L'analyse artistique du tableau L'Étudiante fait partie du premier des deux tomes de l'ouvrage « Peinture russe du XIXe siècle: livre à lire avec le commentaire », paru en 1990 et destiné à l'étude de la langue russe par des étudiants
étrangers. L'analyse du tableau de Nikolaï Iarochenko a été incluse à plusieurs reprises comme exemple de travail d'un artiste réaliste dans des manuels destinés à l'enseignement moyen et supérieur. Parmi ces manuels on peut citer « Littérature russe : manuel pour la 9e classe de l'enseignement secondaire » (en 1971) ,, « La culture russe de la seconde moitié du XIXe siècle: manuel scolaire » 1998, « Histoire de Russie avec des illustrations. Cours abrégé.» 2018.